# Panagiotis Toundas
Panagiotis Toundas (Grieks: Παναγιώτης Τούντας) (Smyrna, 1886 – Athene, 23 mei 1942) was een Grieks componist van het begin van de 20e eeuw. Hij is waarschijnlijk de bekendste vertegenwoordiger van de "Smyrna-school" en droeg in hoge mate bij aan de totstandkoming van de rebetika-muziek in Griekenland.
Hij werd geboren in Smyrna en leerde op jonge leeftijd spelen op de mandoline. Aan het begin van de 20e eeuw werd hij lid van de Smyrneiki Estudiantina. Hij speelde bij veel groepen en reisde veel, vooral naar plaatsen in de Griekse diaspora.
Na de grote brand van Smyrna ging hij naar Athene. In 1924 werd hij directeur van de plaatselijke afdeling van Odeon Records. Hij werkte met alle grote platenlabels in Griekenland en was verantwoordelijk voor de meeste opnamen van die tijd. Van 1931 tot 1940 was hij artdirector voor Columbia Records en His Master's Voice.
Toundas werkte met veel verschillende muzikanten en veel van zijn rebetika-liederen werden gezongen door bekende zangers en zangeressen, zoals Stelios Perpiniadis, Kostas Roukounas, Roza Eskenazi en Rita Abatzi. Hij werkte ook samen met de vooraanstaande componist, dirigent en zanger Giorgos Vidalis.
- International Standard Name Identifier: 0000 0000 8426 3043
- Library of Congress Control Number: nr96031230
- MusicBrainz: 5a35c343-bc0a-4696-9154-fe1cd250b7ad
- Nationale Bibliotheek van Israël: 987007339386805171
- Virtual International Authority File: 9745649
- WorldCat: E39PBJyCFPVmwyJ9whYjYft7pP